# Petru Gherghel

Bischof Petru Gherghel im Jahr 2015

Petru Gherghel (* 28. Juni 1940 in Gherăești, Kreis Neamț, Rumänien) ist ein rumänischer Geistlicher und emeritierter römisch-katholischer Bischof von Iași.

## Leben
Petru Gherghel besuchte das Priesterseminar in Iași und empfing am 29. Juni 1965 durch den Bischof von Alba Iulia, Áron Márton, das Sakrament der Priesterweihe. Nach einer Kaplanszeit wurde er am 1. November 1970 Professor am Priesterseminar in Iași und am 1. März 1970 dessen Rektor.
Am 21. Februar 1978 ernannte ihn Papst Paul VI. mit Dekret der Kongregation für die Bischöfe zum Ordinarius ad nutum Sanctae Sedis cum munere administratoris apostolicis des Bistums Iași. Er setzte sich für die Priesterausbildung ein, und es gelang ihm, fast 150 Priester ins Ausland zum Studium zu schicken. Von 1978 bis 1990 war Gherghel Apostolischer Administrator von Iași.
Nach Ende der Ära Ceaușescu und der Normalisierung der kirchlichen Situation ernannte ihn Papst Johannes Paul II. am 14. März 1990 zum Bischof von Iași. Der Offizial im Staatssekretariat des Heiligen Stuhls, Kurienerzbischof Angelo Sodano, spendete ihm am 1. Mai desselben Jahres die Bischofsweihe; Mitkonsekratoren waren der Erzbischof von Bukarest, Ioan Robu, und der Bischof von Münster, Reinhard Lettmann. Am 15. August 1990 legte Bischof Peter Gherghel den Grundstein für die neue Kathedrale Sfânta Maria Regină („Maria Königin“) die er am 1. November 2005 einweihen konnte.
Am 6. Juli 2019 nahm Papst Franziskus das von Petru Gherghel aus Altersgründen vorgebrachte Rücktrittsgesuch an.